# Pedro Lay

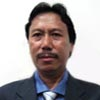
Pedro Lay

Pedro da Silva Lay ist ein Politiker aus Osttimor. Er gehört keiner Partei an, steht aber dem Congresso Nacional da Reconstrução Timorense (CNRT) nah. Von 2007 bis 2015 war er Minister unter Premierminister Xanana Gusmão.

## Leben
Pedro Lay ist Elektroingenieur. Sein Studium absolvierte er in Australien, wohin seine Familie vor der indonesischen Invasion geflohen war. Seit dem 8. August 2007 war er Minister für Infrastruktur, ab dem 8. August 2012 für Transport und Kommunikation. Mit dem Rücktritt von Premierminister Gusmão und der folgenden Regierungsumbildung schied Lay am 16. Februar 2015 aus dem Kabinett Osttimors aus.

## Sonstiges
Lay gehört zur Hakka-chinesischen Minderheit in Osttimor. Sein Bruder Francisco Kalbuadi Lay war von 2012 bis 2017 Minister für Tourismus.